# Radzymin (gromada w powiecie płońskim)
Radzymin – dawna gromada, czyli najmniejsza jednostka podziału terytorialnego Polskiej Rzeczypospolitej Ludowej w latach 1954–1972.
Gromady, z gromadzkimi radami narodowymi (GRN) jako organami władzy najniższego stopnia na wsi, funkcjonowały od reformy reorganizującej administrację wiejską przeprowadzonej jesienią 1954 do momentu ich zniesienia z dniem 1 stycznia 1973, tym samym wypierając organizację gminną w latach 1954–1972.
Gromadę Radzymin z siedzibą GRN w Radzyminie utworzono – jako jedną z 8759 gromad na obszarze Polski – w powiecie płońskim w woj. warszawskim, na mocy uchwały nr VI/10/14/54 WRN w Warszawie z dnia 5 października 1954. W skład jednostki weszły obszary dotychczasowych gromad Radzymin, Radzyminek, Beszyno, Cholewy, Wichorowo, Woźniki, Wronino i Wróblewo ze zniesionej gminy Naruszewo oraz obszar dotychczasowej gromady Jeżowo (z wyłączeniem wsi Skrzynki) ze zniesionej gminy Wójty-Zamoście w tymże powiecie. Dla gromady ustalono 16 członków gromadzkiej rady narodowej.
31 grudnia 1959 do gromady Radzymin przyłączono wsie Michałowo, Niwa, Przemkowo, Stachowo i Wroninko ze znoszonej gromady Gumino oraz wsie Pruszyn i Postróże ze znoszonej gromady Krysk w tymże powiecie.
Gromada przetrwała do końca 1972 roku, czyli do kolejnej reformy gminnej.